# Escudo (França)

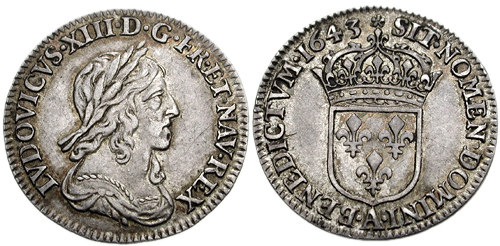
Moeda Écu (21mm, 2.26 g),
sobre impresso na moeda, Luís XIII.

Escudo (em francês écu) é uma antiga moeda francesa. O primeiro escudo foi uma moeda de ouro (l' écu d'or) criada durante o reinado de Luís IX em 1266. Ecu (em latim) significa escudo, e a moeda recebeu este nome por conta da figura cunhada em sua face. O valor do escudo variou muito de acordo com o tempo, e também se introduziram moedas de prata (écu d'argent).
Nos séculos XVII e XVIII o termo escudo se aplicava apenas a uma moeda de prata grande que fora introduzida pelo rei Luís XIII em 1640 e que inicialmente eram equivalentes a três libras de tours. Desde 1690 até 1725 os valores de câmbio foram instáveis e apareceram novos escudos, e os escudos já existentes se revalorizaram. Depois de 1726 o escudo se manteve estável sendo equivalente a seis libras de tours. O escudo de prata, (écu d'argent) se manteve entre 1/4 e 1/2 de uma moeda de escudo de ouro.
O escudo desapareceu durante a Revolução Francesa, dando lugar às moedas de 5 francos de prata sacadas durante o século XIX e que foram a continuação dos antigos escudos, e foram chamados de écu pelos franceses.
O escudo, referindo-se as moedas anteriores a Revolução Francesa, seria equivalente a 20 euros ou 25 dólares em 2007.